# ひろせ野鳥の森駅
ひろせ野鳥の森駅（ひろせやちょうのもりえき）は、埼玉県熊谷市広瀬にある秩父鉄道秩父本線の駅である。駅番号はCR12。

## 歴史
駅名称は熊谷市内在住・在勤者を対象に公募され、174人の応募の中から選ばれた。
- 2003年（平成15年）3月27日：開業[1]。
- 2022年（令和4年）3月12日：ICカード「PASMO」の利用が可能となる[2]。同時に無人化[2]。

## 駅構造

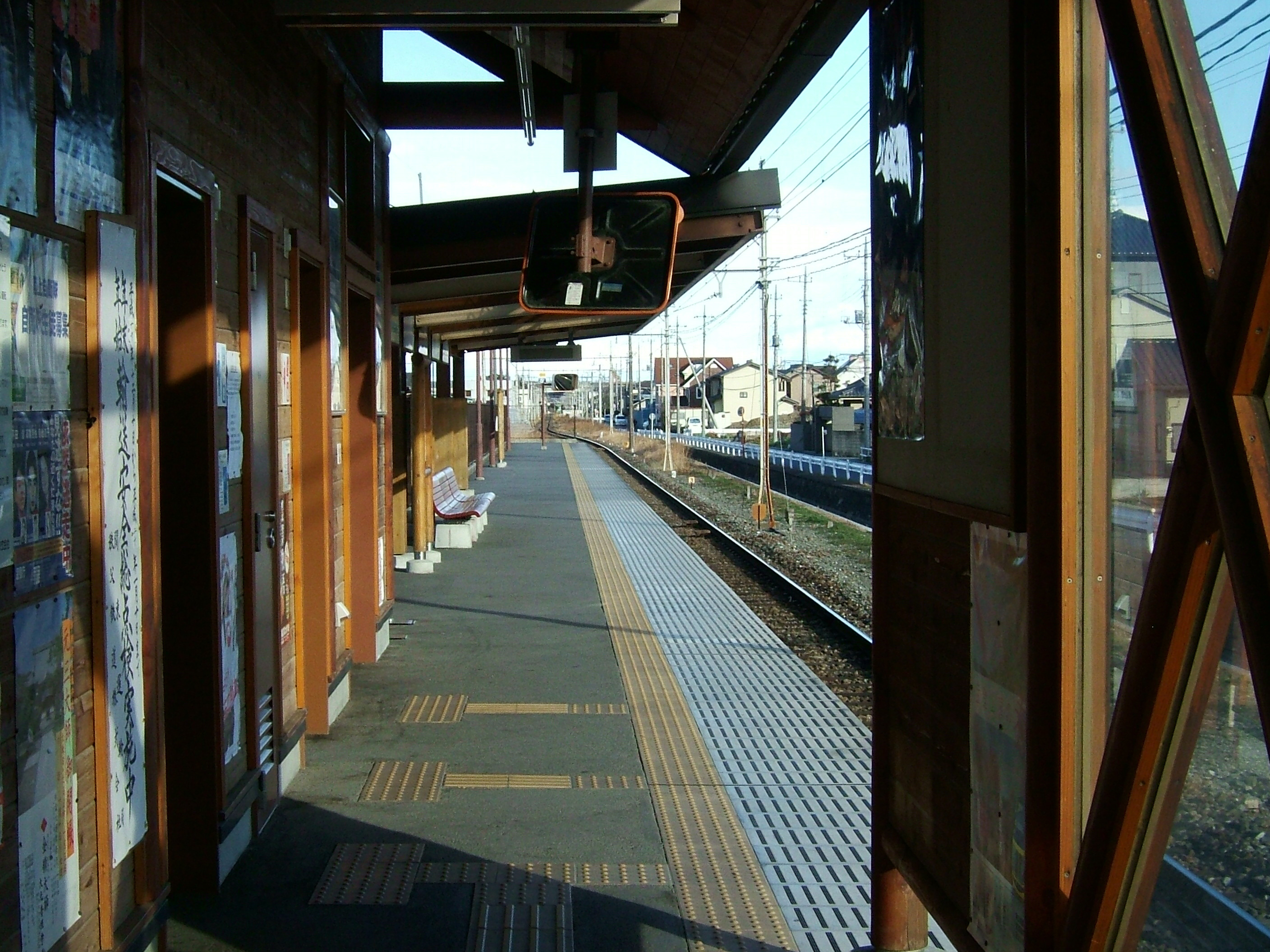
ホーム（2008年1月）

- 単式ホーム1面1線を有する地上駅。無人駅である。簡易PASMO改札機・PASMOチャージ機[3]設置駅。
- 無人化以前は業務委託駅（管理駅:熊谷駅）であり、駅係員勤務時間は平日7:00 - 20:00、土休日は7:00 - 19:00となっていた。
- 駅舎はホームの延長線上にある。駅入口（地面・線路と同じ高さ）と駅舎・ホーム間はスロープのみで結ばれているバリアフリー構造となっている。
- トイレは、改札内にあり男女別の水洗式で、男性用・女性用共に身体障害者対応のバリアフリートイレになっている。

## 利用状況
- 2019年度の1日平均乗車人員は579人である。

| 年度               | 乗車人員 （1日平均） |
| ------------------ | -------------------- |
| 2009年（平成21年） | 510                  |
| 2010年（平成22年） | 520                  |
| 2011年（平成23年） | 511                  |
| 2012年（平成24年） | 558                  |
| 2013年（平成25年） | 571                  |
| 2014年（平成26年） | 595                  |
| 2015年（平成27年） | 585                  |
| 2016年（平成28年） | 581                  |
| 2017年（平成29年） | 594                  |
| 2018年（平成30年） | 603                  |
| 2019年（令和元年） | 579                  |

## 駅周辺
周辺は当駅の開業後、宅地化が急速に進んでいる。
- 熊谷市野鳥の森公園 - 荒川河川敷内の野鳥の森には原生林が存在する。人工池ではあるが自然の中にとけこんだ池がある。
- 埼玉県立熊谷商業高等学校
- 秩父鉄道広瀬川原車両基地
- 国道140号
- 熊谷運動公園（熊谷さくら運動公園）
- 宮塚古墳
- 熊谷大麻生公園
- 熊谷ゴルフクラブ
- 荒川
  - 熊谷大橋

バス路線の乗り入れはない。北方に徒歩6分ほどの国道140号上にあるゆうゆうバスさくら号の広瀬西停留所が一番近い。

## 隣の駅
秩父鉄道
■秩父本線
□SLパレオエクスプレス・■急行「秩父路」
通過
□各駅停車
石原駅 (CR11) - ひろせ野鳥の森駅 (CR12) - （貨）広瀬川原駅 - 大麻生駅 (CR13)